# Outlook.com
Outlook.com is een gratis webgebaseerde e-maildienst die wordt aangeboden door Microsoft. Het was de meest gebruikte e-mailservice ter wereld, met meer dan 360 miljoen gebruikers, totdat het hierin werd ingehaald door Gmail, de e-maildienst van Google. Een andere vergelijkbare e-maildienst is Yahoo! Mail. De voorganger van Outlook.com was Microsoft Hotmail (voorheen ook Windows Live Hotmail en MSN Hotmail genoemd). Sinds 31 juli 2012 konden de gebruikers die nog met Hotmail werken ervoor kiezen over te stappen naar Outlook.com. Tegen de zomer van 2013 werd iedereen overgezet.

## Functies

### Hotmail
Hotmail werd in de loop der jaren sterk ontwikkeld en bood veel functies. Gebruikers konden hun mail over de hele wereld op elke computer heel gemakkelijk via de aanmeldpagina openen en kwamen daarna meteen bij hun berichten. Met Hotmail beschikten de gebruikers over de keuze of er een leesvenster (waarin de inhoud van de berichten meteen in het hoofdvenster zichtbaar zijn) moet worden ingesteld of niet. Er was ook een thema-functie waarmee men Hotmail kon personaliseren. Ook werd Hotmail beschermd door het SmartScreen-filter. Zo werden berichten die niet van bekende afzenders (contactpersonen) zijn geel aangegeven en afbeeldingen werden vrijwel altijd geblokkeerd. Was het bericht wel vertrouwd maar wordt dat niet zo aangegeven, dan kon de gebruiker gemakkelijk aanvinken dat de afzender voortaan als veilig moet worden beschouwd. Spam werd meestal verwijderd en/of het kwam in de map 'Ongewenst' terecht. Sinds begin 2009 was de snelheid, die daarvoor aanzienlijk minder was sinds de overgang van MSN Hotmail naar Windows Live Hotmail, tot 70% verhoogd. Hotmail beschikte sindsdien ook over POP3-toegang (zie: Lezen vanuit e-mailprogramma's en POP3). Ook was er integratie met andere Windows Livediensten zoals SkyDrive (nu OneDrive), Contactpersonen en Agenda.

### Outlook.com
Na de omzetting was de grootste verandering de gebruikersinterface. Microsofts Modern UI dat ook voor Windows 8 wordt gebruikt werd in Outlook.com geïntegreerd. Ook kwam er een betere bescherming tegen spam en is de snelheid verhoogd. Thema's kiezen is niet meer mogelijk, er kan wel nog een themakleur worden gekozen. Er blijft integratie met OneDrive en Agenda, en Contactpersonen wordt hernoemd tot kortweg "Personen".

## Geschiedenis

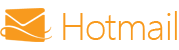
Logo van Hotmail

### Opgekocht
HoTMaiL werd in 1997 voor 400 miljoen dollar door Microsoft gekocht van de oprichters, Jack Smith en Sabeer Bhatia. De twee lanceerden de e-mailservice op 4 juli 1996 (Independence day in de Verenigde Staten) om te laten zien dat mensen voor de afhandeling van e-mail niet afhankelijk hoeven zijn van een POP-box bij de eigen internetprovider. Dit heeft onder andere het voordeel dat het e-mailadres niet verandert als men van provider verandert. De naam van de service werd aanvankelijk gespeld als HoTMaiL, als verwijzing naar HTML, de taal waarmee documenten kunnen worden gemaakt voor het World Wide Web.
Opmerkelijk detail is dat de Hotmail-servers in eerste instantie op het open-sourcebesturingssysteem FreeBSD en Apache draaiden, waardoor Microsoft in de beginjaren na de overname een systeem in huis had, dat niet op hun eigen besturingssysteem Microsoft Windows en Internet Information Services draaide. Pas in juli 2000 werd volledig omgeschakeld naar Microsofts eigen systemen.

### MSN Hotmail (2000-2006) en Windows Live Hotmail (vanaf 2006)
Hotmail heeft de afgelopen jaren verschillende namen gehad. 'Hotmail from Microsoft', 'Microsoft Hotmail', 'MSN Hotmail', 'Windows Live Mail' en het recente 'Windows Live Hotmail'. 'Windows Live Hotmail' heeft veel ontwikkelingsfases doorstaan. 'Windows Live Hotmail' volgde MSN Hotmail op na 10 jaar van bestaan. Omdat het systeem verouderd was, besloot Microsoft om Windows Live Mail helemaal van de grond af opnieuw op te bouwen. Windows Live Hotmail is onderdeel van het nieuwe Windows Live-platform, die de oude online diensten van MSN sinds 2006 opvolgt. Windows Live Hotmail maakt, net als Gmail, gebruik van de AJAX-technologie, wat zorgt dat enkel veranderde delen van een pagina herladen moeten worden en bijvoorbeeld het Windows Live Hotmail-logo niet keer op keer opnieuw geladen moet worden. Dit zou moeten zorgen voor een verlaagde belasting van hun servers. Verder kregen gebruikers voortaan 2 GB opslagruimte ter beschikking. Inmiddels is de opslagruimte onbeperkt. Dat wil zeggen: als gebruikers meer ruimte nodig hebben, krijgen ze meer ruimte. Vanaf eind november 2008 heeft Hotmail een snelheidsboost gekregen samen met de lancering van de 3e golf van Windows Live. Ook was het meer gebruiksvriendelijker geworden en waren er nieuwe functies aan toegevoegd, zoals Messenger-berichten verzenden vanuit Hotmail. Op 15 juni 2010 werden alle 360 miljoen gebruikers omgezet naar de vierde golf van Hotmail. Deze 4e grote verbetering verwijderde de reclamezin die onderaan elke e-mail getoond werd. Ook begon Microsoft zelf met relevantere reclamemails te sturen en te stoppen met deze te sturen indien ze niet geopend werden door de gebruikers.

### Outlook.com
In 2013 werd Hotmail vervangen door Outlook.com, verwijzend naar het programma Microsoft Outlook uit het Officepakket. De bestaande adressen met @hotmail.com en @live.com blijven werken, maar nieuwe gebruikers kunnen niet meer voor @live.com kiezen. Ze kunnen kiezen voor @hotmail.com of @outlook.com. Outlook.com zit geheel in Microsofts Modern UI-jasje, zo moet het uniform worden met Windows 8(.1), Windows 10, Windows Phone, Xbox en Office.

## Concurrentie
Een groot deel van de mailende bevolking gebruikt de gratis accounts van Outlook.com, maar langzaam komt de concurrentie op gang. Online mailservices zoals Yahoo! en Gmail zien toch hun kans en winnen aan populariteit door - in het geval van Gmail - meer extra's aan te bieden als een doorstuurmogelijkheid met spamfilter.
Nadat Gmail bij zijn lancering in april 2004 aankondigde één gigabyte opslagruimte (in juli 2012 opgelopen tot 10 GB) aan te bieden, besloot Microsoft de mailboxen van hun gebruikers ook groter te maken. Tot dat moment hadden Europese gebruikers slechts 2 MB ruimte. De ruimteverhoging vond in eerste instantie enkel plaats voor Amerikaanse gebruikers. In 2016 biedt Outlook.com (bijna) onbeperkte ruimte aan, die maandelijks meegroeit naar behoefte.

## Kritiek
Hotmail heeft door de jaren heen ook veel kritiek gekregen. Voornamelijk bij de overgang van MSN Hotmail naar Windows Live Hotmail kwam veel kritiek van gebruikers. Windows Live Hotmail had veel hogere eisen voor internetbrowsers dan MSN Hotmail. Kon de browser deze eisen niet behartigen werd Hotmail in een zogenaamde Lite-versie geopend. Ook was de snelheid aanzienlijk minder dan daarvoor. Al in de testfase toen MSN Hotmail en Windows Live Hotmail beide actief waren, bleven veel bij het oude vertrouwde MSN Hotmail. Pas toen ze moesten stapten ze over (of het ging automatisch). Vandaag de dag is de snelheid tot 70% verhoogd en is de Liteversie afgeschaft door minder zware eisen.
Een ander kritiekpunt op Hotmail is dat sinds april 2007 besloten is om e-mail van kleinere mailservers, zoals van kleinere bedrijven en particulieren met een eigen mailserver, niet langer af te leveren.

## Lezen vanuit e-mailprogramma's en POP3
Op een Hotmail-adres ontvangen berichten waren eerst alleen beschikbaar via webmail. De berichten kunnen opgehaald worden in een e-mailprogramma naar keuze via POP3 (sinds 2009), IMAP of ActiveSync (sinds 2010).
Sinds 2007 is er het programma Windows Live Mail. Het is onderdeel van Windows Essentials van Microsoft. Windows Live Mail is de opvolger van Outlook Express in Windows XP en Windows Mail in Windows Vista. Het programma biedt de mogelijkheid om verschillende e-mailacounts te beheren, berichten op te halen en te openen. Zo kan men bijvoorbeeld accounts van Gmail, Hotmail en andere POP3-mail in één programma openen. Indien men zich bij het programma aanmeldt met zijn Microsoft-account, worden niet alleen e-mails opgehaald, maar worden ook contactpersonen en e-mailregels gesynchroniseerd. Het voordeel van dit programma is dat de e-mailberichten zowel op de computer als op het internet opgeslagen blijven, waardoor Hotmail gewoon nog steeds op meerdere computers over de wereld kan worden geopend. Ook zijn er mogelijkheden om via Mozilla Thunderbird met bepaalde add-ons de Hotmail-berichten te lezen waardoor het overbodig wordt om POP3 te kunnen gebruiken. Toch biedt Outlook.com (toen Windows Live Hotmail) sinds maart 2009 de mogelijkheid om binnenkomende berichten met POP3 op te halen. Zowel voor thuisgebruik als voor mobiel internet biedt dit voordelen. Hiermee heeft Microsoft ook de concurrentiepositie met Gmail van Google verbeterd, dat al langer deze dienst, zowel POP3 als IMAP (via een beveiligde SSL-verbinding) aanbood.